# 荊州市
荊州市（けいしゅう-し）は、中華人民共和国湖北省南部に位置する地級市。長江の中流に位置する港湾都市である。
かつて荊州と呼ばれた地方の一部で、当時の中心都市・江陵は現在荊州市内に「荊州古城」として残っている。歴史上、様々な武将たちの争奪の地となり、特に後漢末期から三国時代にかけては激しい戦いが繰り広げられた。国家歴史文化名城に指定されている。

## 地理
市の面積は14,067平方km。西部は高く、東部は低い。蛇行する長江に沿って、市域一帯は細かな分流や水路、湖沼に覆われている。
荊州は長江中流域に位置し、武漢から西へと続く江漢平原の一部をなしている。市の中心地である沙市区は市域の東部、長江北岸にあり、古代から現在まで港湾として名高い。沙市と一体化している荊州区は荊州古城の所在地で、かつての江陵城のあった場所である。市の東は武漢市に、南東は咸寧市に、北は荊門市、仙桃市および潜江市に、西は長江の渓谷・三峡のある宜昌市に、南は湖南省岳陽市に、それぞれ接している。

## 歴史

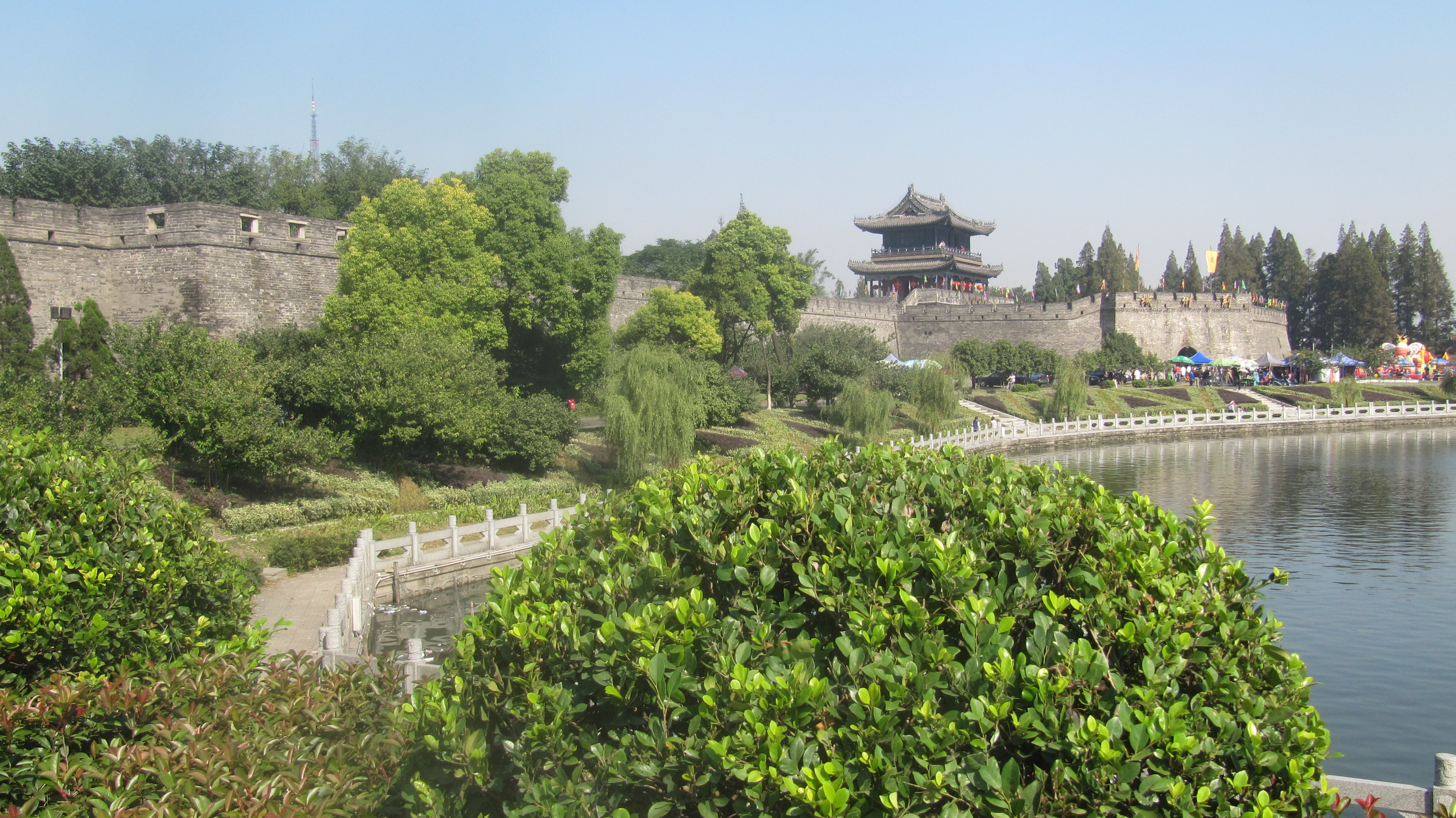
荊州古城

現在の荊州市周辺は長江文明が栄えた地であった。6,000年前の大渓文化の遺跡も出土している。また春秋時代、戦国時代の楚の首都・郢はこの周辺を移動していた。古代の地域名である荊州はかつての九州のひとつで、前漢初期の十三州のひとつでもあり、現在の湖北省と湖南省（「荊南」）にまたがっていた。
荊州は長江中流の水運による交通と物流の拠点で戦略上の要地でもあり、「兵家必争の地」とされた。後漢末期の赤壁の戦いは荊州市域の東部の烏林で起こっている。三国時代には魏・呉・蜀（蜀漢）三国の境界の地となった。南北朝時代、南朝梁は後期に建康から江陵に首都を移し、その後の後梁は引き続き江陵を首都とした。
六朝時代、前秦の南下により襄陽から江陵（荊州古城）に荊州の中心が移され、以後清代まで荊州府の中心は江陵にあった。江陵城の近隣には河港である沙市が発達した。
日清戦争の敗戦後、下関条約で沙市は開港地となった。日中戦争では1940年6月に沙市は日本軍に占領され、終戦まで占領された。中華人民共和国成立後、荊州周辺は何度も行政区分の変更が行われた。1994年には沙市市、江陵県、荊州地区が併合し、「荊沙市」が発足した。1996年に荊州市と名称変更され現在に至っている。

## 行政区画
市の総面積14,067平方kmのうち、区の面積は1,558平方kmであり、市街地の面積は53平方kmほどである。
2市轄区・4県級市・2県を管轄下に置く。
- 市轄区：
  - 沙市区・荊州区
- 県級市：
  - 石首市・洪湖市・松滋市・監利市
- 県：
  - 公安県・江陵県

| 荊州市の地図                                            |
| ------------------------------------------------------- |
| 沙市区 荊州区 公安県 監利市 江陵県 石首市 洪湖市 松滋市 |

### 年表
この節の出典

#### 沙市市
(沙市市誕生以前に関しては、沙市を参照のこと。)
- 1949年7月15日 - 江陵県の三部（民族鎮、民權鎮、民生鎮）が分立し、沙市市が発足。(1市)
- 1955年2月15日 - 沙市市が荊州専区に編入。
- 1979年6月21日 - 荊州地区沙市市が地級市の沙市市に昇格。(1市)
- 1984年2月9日 - 荊州地区江陵県の一部を編入。(1市)
- 1994年10月31日 - 沙市市が荊州地区と合併し、荊沙市が発足。

#### 荊州地区

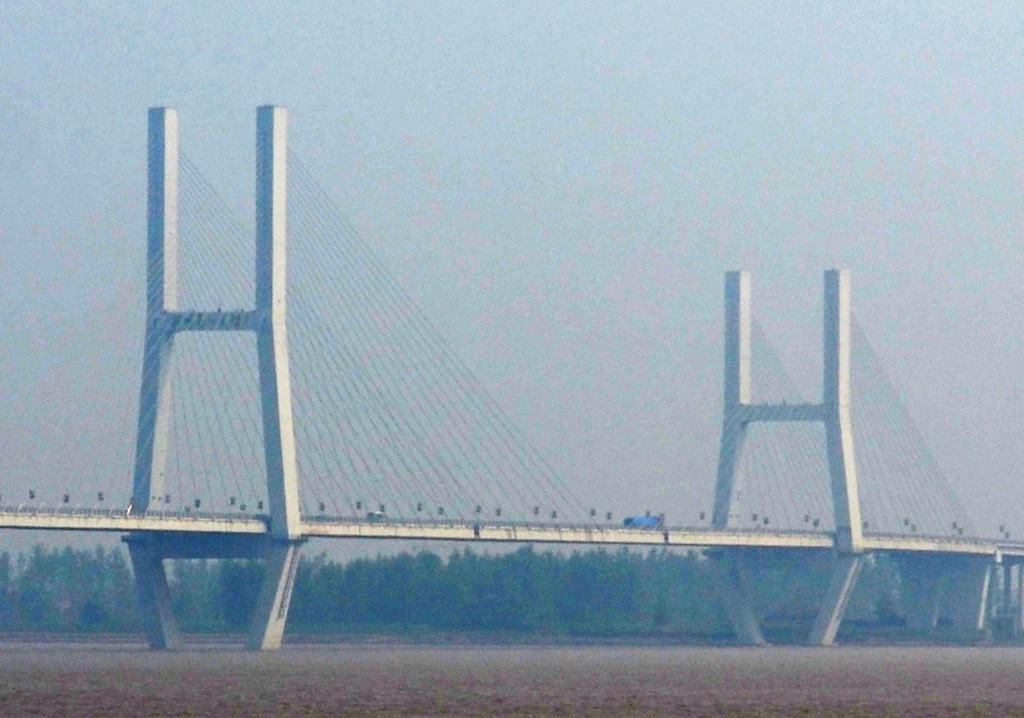
荊州長江大橋

- 1949年10月1日 - 中華人民共和国湖北省荊州専区が成立。江陵県・公安県・松滋県・荊門県・潜江県・鍾祥県・天門県・京山県が発足。(8県)
- 1949年10月 (8県)
  - 江陵県の一部が分立し、地級市の沙市市となる。
  - 鍾祥県の一部が孝感専区随県、襄陽専区棗陽県・自忠県の各一部と合併し、襄陽専区洪山県となる。
- 1950年12月20日 (8県)
  - 公安県の一部が湖南省常徳専区安郷県・澧県に分割編入。
  - 湖南省常徳専区澧県・安郷県の各一部が公安県に編入。
- 1951年7月19日 - 沔陽専区沔陽県・監利県・石首県を編入。(11県)
- 1952年9月17日 - 沔陽県の一部が分立し、洪湖県が発足。(12県)
- 1953年5月9日 - 公安県・石首県・江陵県の各一部が合併し、荊江県が発足。(13県)
- 1953年9月19日 - 松滋県の一部が湖南省常徳専区澧県に編入。(13県)
- 1955年2月15日 (1市12県)
  - 公安県の一部が湖南省常徳専区澧県に編入。
  - 襄陽専区洪山県の一部が鍾祥県に編入。
  - 荊江県が公安県に編入。
  - 沙市市を編入。沙市市が県級市に降格。
- 1955年4月 - 湖南省湘潭専区岳陽県の一部が監利県に編入。(1市12県)
- 1960年11月17日 - 荊門県の一部が分立し、沙洋市が発足。(2市12県)
- 1961年12月15日 - 沙洋市が荊門県に編入。(1市12県)
- 1966年1月7日 - 石首県の一部が湖南省岳陽専区華容県に編入。(1市12県)
- 1970年 - 荊州専区が荊州地区に改称。(1市12県)
- 1979年6月21日 - 沙市市が地級市の沙市市に昇格。(12県)
- 1979年11月16日 - 荊門県の一部が分立し、荊門市が発足。(1市12県)
- 1983年8月19日 (11県)
  - 荊門県が荊門市に編入。
  - 荊門市が地級市の荊門市に昇格。
- 1984年2月9日 - 江陵県の一部が沙市市に編入。(11県)
- 1986年5月27日 (2市9県)
  - 沔陽県が市制施行し、仙桃市となる。
  - 石首県が市制施行し、石首市となる。
- 1987年7月31日 - 洪湖県が市制施行し、洪湖市となる。(3市8県)
- 1987年8月3日 - 天門県が市制施行し、天門市となる。(4市7県)
- 1988年5月25日 - 潜江県が市制施行し、潜江市となる。(5市6県)
- 1992年5月20日 - 鍾祥県が市制施行し、鍾祥市となる。(6市5県)
- 1994年9月29日 - 荊州地区が沙市市と合併し、荊沙市の発足により消滅。

#### 沔陽専区
- 1949年10月1日 - 中華人民共和国湖北省沔陽専区が成立。沔陽県・漢陽県・監利県・石首県・漢川県・嘉魚県・蒲圻県が発足。(7県)
- 1950年7月 (7県)
  - 監利県の一部(巴山垸・三合垸・広山垸・五号垸・剪刀池村および普豊垸・保安垸・洪水港村・芦席湾村の各一部)が湖南省長沙専区岳陽県に編入。
  - 湖南省長沙専区岳陽県の一部(三益郷・復興垸・十合垸・丘江垸・克成垸・中洲垸・熊家垸および永固垸・新挽垸・固成垸の各一部)が監利県に編入。
- 1950年12月20日 (7県)
  - 石首県の一部が湖南省常徳専区華容県・安郷県に分割編入。
  - 湖南省常徳専区華容県・安郷県の各一部が石首県に編入。
- 1951年2月 (7県)
  - 湖南省長沙専区岳陽県の一部(春清郷・永益郷)が監利県に編入。
  - 監利県の一部(江南郷)が湖南省長沙専区岳陽県に編入。
- 1951年7月19日 
  - 沔陽県・監利県・石首県が荊州専区に編入。
  - 漢川県・漢陽県が孝感専区に編入。
  - 蒲圻県・嘉魚県が大冶専区に編入。

#### 荊沙市
- 1994年10月31日 - 荊州地区(6市5県)・沙市市(1市)が合併し、荊沙市が発足。(3区3市4県)
  - 沙市市が区制施行し、沙市区となる。
  - 江陵県が分割され、荊州区・江陵区が発足。
  - 仙桃市・潜江市・天門市が省直轄県級行政区となる。
- 1995年12月29日 - 松滋県が市制施行し、松滋市となる。(3区4市3県)
- 1996年11月20日 - 荊沙市が荊州市に改称。

#### 荊州市
- 1996年12月2日 - 鍾祥市・京山県が荊門市に編入。(3区3市2県)
- 1998年7月2日 - 江陵区が県制施行し、江陵県となる。(2区3市3県)
- 2020年7月6日 - 監利県が市制施行し、監利市となる。(2区4市2県)

## 経済
農業・漁業のほか、工業では紡績業が中心。また三国志演義などをテーマとする観光地でもある。

## 交通

### 空港
沙市区にある荊州沙市空港はかつて民間定期路線が就航していたが、現在は一般航空のみ利用可能である。

### 鉄道
- 高速鉄道
  - 滬漢蓉旅客専用線漢宜線　荊州駅
- 荊州市地方鉄路局
  - 荊沙線 荊州北駅（中国語版） - 沙市駅 - 沙市東駅 - 沙市南駅（貨物線）

### 道路
二広高速道路、滬渝高速道路、G207国道、G318国道等が経由しており、武漢からはバスで高速道路を走り3時間ほど。

## 観光地

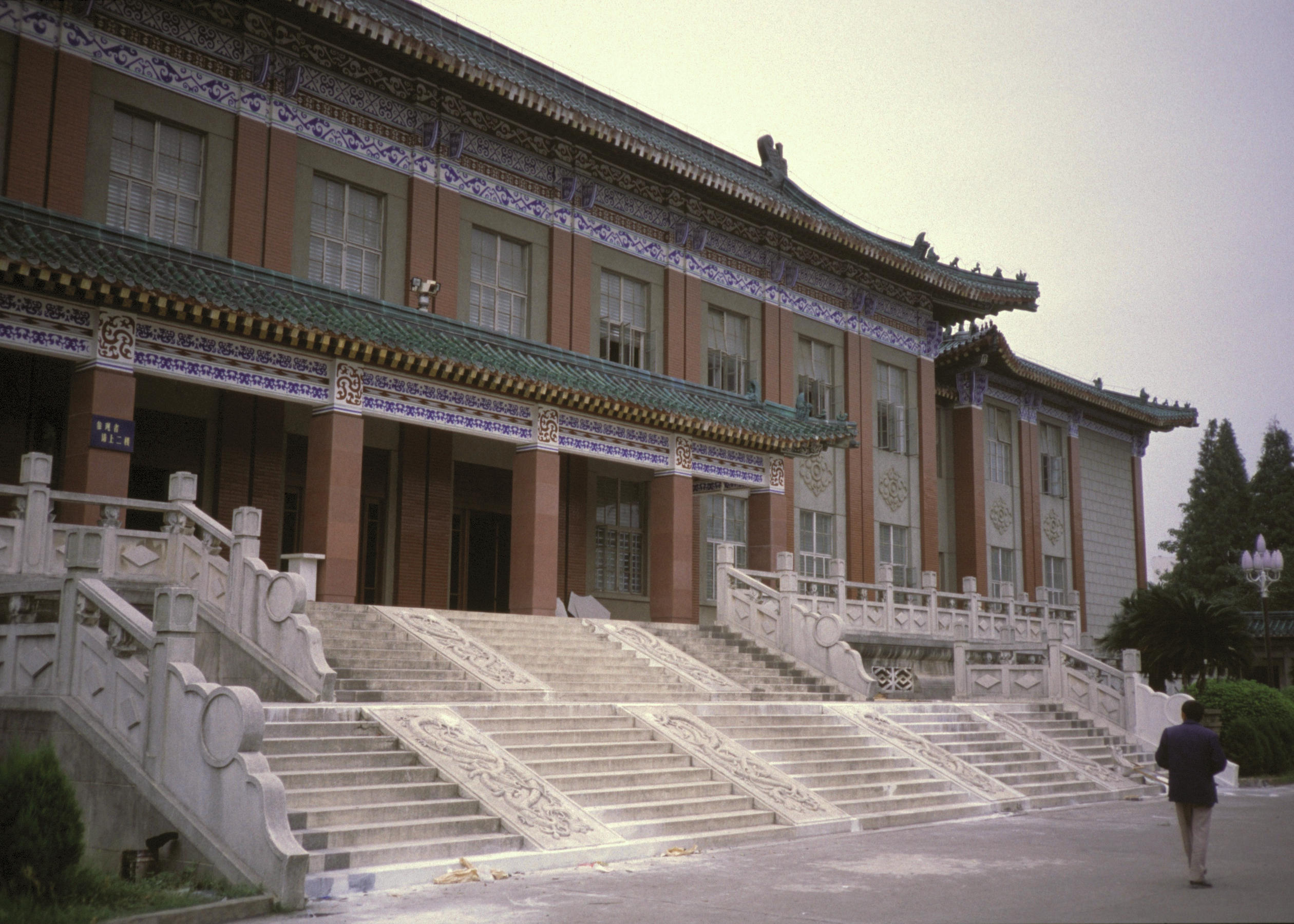
荊州博物館

楚以来の遺跡や名跡が荊州には残っている。400年以上にわたり楚の国都であった紀南城はじめ楚時代の都市遺跡が5ヶ所、遺物が発掘された場所が73ヶ所、その他墳墓は800ヶ所以上（うち王墓が18ヶ所）見つかっている。当時の詩人、屈原ゆかりの地でもある。
三国時代の史跡が数多く残る。たとえば長江沿岸の烏林（咸寧市の対岸、赤壁の戦いの古戦場）があるほか、荊州の守備を任され最終的に命を落とした蜀漢の関羽ゆかりの地でもある。江陵は三国争奪の城であり、呉の孫権に江陵攻略を命ぜられた周瑜が魏の曹仁・徐晃を破って攻め落としたが、この際に致命傷を負っている。
長江に開けた港湾都市である沙市区と、城郭都市の荊州古城がある荊州区は隣接しており、両区の市街地は一体化している。荊州古城はかつて江陵城と呼ばれ、近年まで旧江陵県の中心であった。関羽が最初に建設したとされ、以後多くの戦闘で争奪の対象となってきたが、現在残る城郭都市は1646年に再建されたものである。城壁の高さ9m、厚みは10mで周囲は9.3kmの大きさである。城壁、城門などの保存状態は良好である。
荊州古城の中には荊州博物館があり、荊州周辺から出土した資料が展示されている。特に2000年前の男性のミイラは保存状態の良いまま発掘され、博物館に収められている。戦国時代に作られた絹織物や漆器の出土品なども展示されている。
ほかにも元代に建てられた章華寺、明代に長江沿いに建てられた万寿宝塔などが市街地の名所になっている。

## 姉妹都市
- 日本・会津若松市